# Sheldon Whitehouse
Sheldon Whitehouse, född 20 oktober 1955 i New York, är en amerikansk demokratisk politiker. Han är ledamot av USA:s senat från Rhode Island sedan januari 2007 efter att ha besegrat den sittande senatorn Lincoln Chafee i kongressvalet i USA 2006.
Han är son till diplomaten Charles Whitehouse. Han avlade 1978 grundexamen vid Yale College och 1982 juristexamen vid University of Virginia.
Hans hustru Sandra är marinbiolog och paret har två barn, Molly och Alexander. Whitehouse är medlem i Episcopal Church.